# Clube Esportivo de Futebol
Clube Esportivo de Futebol, mais conhecido como Esportivo de Passos, é um clube brasileiro de futebol da cidade de Passos, interior do estado de Minas Gerais.

## História
Fundado em 30 de agosto de 1984, o Esportivo de Passos conseguiu a inédita taça de campeão do Campeonato Mineiro da Segunda Divisão logo em sua estreia no futebol profissional, em 1985. Com isso, ascendeu à elite do futebol mineiro na temporada seguinte, em 1986. Dois anos depois, sua campanha no Estadual, incluindo um terceiro lugar no 2.º turno, o credenciou a participar do Campeonato Brasileiro da Série C.
Na competição nacional, o time avançou em todos as fases até chegar à grande decisão. Na primeira partida da final, diante do União São João, disputada em Passos, resultado de 1–1 em um jogo tenso, que precisou até de intervenção policial. No confronto de volta, em Araras, nova igualdade, dessa vez por 2–2, com um gol marcado por Luis Carlos Açucareira, a favor do Esportivo, a dois minutos do fim. Com os dois empates, nenhum dos times sabia qual equipe era a campeã, uma vez que o regulamento não previa pênaltis nem prorrogação, mas também não deixava claro sobre o resultado. A oficialização do vice-campeonato só foi proclamada posteriormente pela CBF, uma vez que o clube mineiro teve pior campanha na classificação geral do que o União São João. Nessa temporada de 1988, o clube revelou o atacante Elivélton, à época com 17 anos e conhecido pelo apelido de Aritana.
Em 1989, conquistou a melhor colocação de sua história no Campeonato Mineiro, ficando em 4.º lugar. No mesmo ano, disputou pela primeira vez a Série B do Brasileirão, sendo eliminado na primeira fase, em um grupo que contava com os paulistas Bragantino, São José-SP, Novorizontino e Santo André, além do Volta Redonda. Em 1990, voltou à Série C, que foi novamente descontinuada na temporada seguinte, levando o Esportivo mais uma vez para a Série B, eliminado novamente na primeira fase. Em 1992, o clube desistiu de participar da Terceira Divisão e ficou sem disputar o Campeonato Brasileiro.
Em 2001, disputas políticas na cidade levaram à criação do Clube Esportivo Passense de Futebol e Cultura, uma dissidência do Esportivo, que por sua vez continuou participando esporadicamente da Terceira Divisão do futebol mineiro, a última vez em 2013. Naquele ano, contudo, o diretor Itamar Albino da Silva foi preso por conta de um escândalo envolvendo abuso de jogadores menores de idade dentro do clube. Em meio à polêmica, o Esportivo abandonou o campeonato e, desde então, não participou mais de competições profissionais.

## Títulos
| ESTADUAIS | ESTADUAIS                      | ESTADUAIS | ESTADUAIS  |
|           | Competição                     | Títulos   | Temporadas |
| --------- | ------------------------------ | --------- | ---------- |
|           | Campeonato Mineiro - Módulo II | 1         | 1985       |

## Estatísticas

### Participações
| Competição   | Competição         | Temporadas | Melhor campanha      | Estreia | Última | P | R |
| Minas Gerais | Campeonato Mineiro | 8          | 4.º colocado (1989)  | 1986    | 1993   |   | 1 |
| Minas Gerais | Segunda Divisão    | 2          | Campeão (1985)       | 1985    | 1994   | 1 | 1 |
| Minas Gerais | Terceira Divisão   | 9          | 3.º colocado (1997)  | 1997    | 2013   | – |   |
| Brasil       | Série B            | 2          | 50.º colocado (1991) | 1989    | 1991   | – | – |
| Brasil       | Série C            | 3          | Vice-campeão (1988)  | 1988    | 1994   | – | – |